# Єгоров Геннадій Юрійович
Геннадій Юрійович Єгоров (4 лютого 1989 , Джанкой ) — український футболіст, півзахисник.

## Біографія
З 2002 по 2006 рік грав у Дитячо-юнацькій футбольній лізі України за Республіканське вище училище фізичної культури (Київ).
Розпочав професійну кар'єру в 2006 році в клубі «Локомотив» (Дворічна), але відігравши за команду два місяці перейшов до іншої команди Другої ліги України — «Фенікс-Іллічовець» з Калініного. Разом із цією командою завоював путівку до Першої ліги за підсумками сезону 2006/07.
Влітку 2008 року перейшов до «Севастополя», але в команді не закріпився, виступаючи переважно за фарм-клуб. 
За підсумками чемпіонату Криму 2009 року був визнаний найкращим півзахисником турніру, де захищав кольори красноперекопського «Хіміка».
У 2010 році грав за дубль сімферопольської «Таврії» у молодіжному чемпіонаті України.
Сезон 2011 року провів у чемпіонаті Узбекистану, представляючи самаркандське «Динамо». Після цього грав на аматорському рівні в Криму. У серпні 2024 року став гравцем команди «Інкомспорт-Зарічне», яка виступала в Прем'єр-лізі Кримського футбольного союзу.

## Досягнення
- Срібний призер Другої ліги України: 2006/07